# Streptocarpus silvaticus
Streptocarpus silvaticus är en tvåhjärtbladig växtart som beskrevs av Olive Mary Hilliard. Streptocarpus silvaticus ingår i släktet Streptocarpus och familjen Gesneriaceae. Inga underarter finns listade i Catalogue of Life.